# جيمس هنت (سياسي)
جيمس هنت هو سياسي كندي، ولد في 22 يونيو 1835 بإنجلترا في المملكة المتحدة، وتوفي في 10 نوفمبر 1915 ببوري في كندا. حزبياً، نشط في حزب كيبيك الليبرالي. وقد انتخب عضو الجمعية الوطنية في كيبك ‏.